# Ducado (moeda)

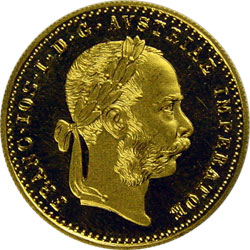
Ducado de ouro austríaco retratando o Kaiser Franz-Josef, c. 1910

O ducado (/ˈdʌkət/ DUK-ət) foi uma moeda comercial usada na Europa desde o final da Idade Média até o século XIX. Sua versão mais conhecida, o ducado de ouro ou sequim contendo cerca de 3,5
 gramas (0,11 onça troys) de ouro 98,6% puro, originou-se em Veneza em 1284 e ganhou ampla aceitação internacional ao longo dos séculos. Ducatons de prata com nomes similares também existiram. O ducado de ouro circulou junto com o florim florentino e precedeu a moderna libra esterlina britânica.

## Predecessores
A palavra ducado vem do latim medieval ducalis = "relativo a um duque (ou ducado)", e inicialmente significava "moeda do duque" ou "moeda do ducado". A primeira emissão de moedas de bilhão escifadas modeladas nas trachea bizantinas foi feita pelo Rei Rogério II da Sicília como parte dos Assizes de Ariano (1140). Deveria ser uma emissão válida para todo o reino. A primeira emissão traz a figura de Cristo e a inscrição latina Sit tibi, Christe, datus, quem tu regis iste ducatus (significando "Ó Cristo, que este ducado, que tu governas, seja dedicado a ti") no anverso. No reverso, Rogério II é retratado no estilo de um imperador bizantino e seu filho mais velho, Duque Rogério III da Apúlia, é retratado em trajes de batalha.
A moeda recebeu seu nome comum do Ducado da Apúlia, que o jovem Rogério havia recebido de seu pai. O Doge Enrico Dandolo de Veneza introduziu um ducado de prata que estava relacionado aos ducados de Rogério II. Posteriormente, os ducados de ouro de Veneza tornaram-se tão importantes que o nome ducado foi associado exclusivamente a eles e as moedas de prata passaram a ser chamadas de grossi.

## Ducado de ouro de Veneza

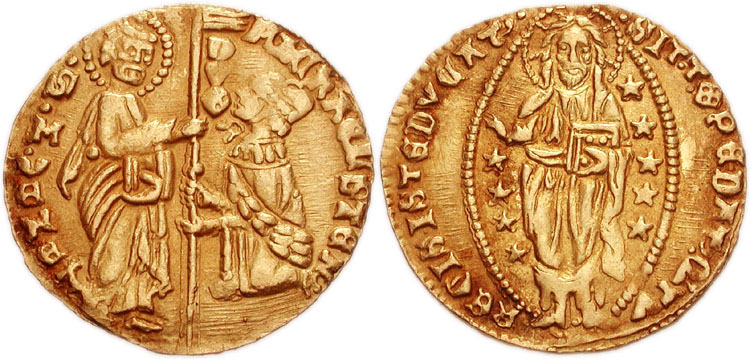
Ducado de ouro do doge Michele Steno de Veneza

No século XIII, os venezianos importavam mercadorias do Oriente e as vendiam com lucro ao norte dos Alpes. Eles pagavam por essas mercadorias com ouro bizantino, mas quando o imperador bizantino Miguel VIII Paleólogo apoiou a revolta das Vésperas Sicilianas em 1282, ele desvalorizou o hiperpiron. Esta foi apenas mais uma em uma série de desvalorizações do hiperpiron, e o Grande Conselho de Veneza respondeu com sua própria moeda de ouro puro em 1284. 
Em 1252, Florença e Gênova introduziram o florim de ouro e o genovino, respectivamente, ambos com 3,5 gramas de ouro 98,6% puro; o florim precedeu o ducado como a primeira moeda padrão de ouro da Europa Ocidental. Veneza modelou o tamanho e peso de seu ducado no florim, com um ligeiro aumento no peso devido às diferenças nos sistemas de peso das duas cidades. O ducado veneziano continha 3,545 gramas de ouro 99,47% puro, a mais alta pureza que a metalurgia medieval podia produzir.
Os desenhos dos ducados venezianos seguiram os dos grossi de prata, que eram ultimamente de origem bizantina. O anverso mostra o Doge de Veneza ajoelhado diante de São Marcos, o santo padroeiro de Veneza. São Marcos segura o evangelho, que é seu atributo usual, e apresenta um gonfalone ao doge. A legenda à esquerda identifica o santo como S M VENET, isto é, São Marcos de Veneza, e a legenda à direita identifica o doge, com seu título DVX no campo. No reverso, Cristo está em pé entre um campo de estrelas em uma moldura oval. A legenda do reverso é a mesma dos ducados de Rogério II.
Os doges sucessores de Veneza continuaram cunhando ducados, mudando apenas seu nome no anverso. O ducado tinha um preço variável versus a lira veneziana de prata, atingindo 6,2 lire ou 124 soldi (xelins) em 1470. Nesse ponto, um ducado valendo 124 soldi emergiu como uma nova unidade de conta baseada em prata para cotação de salários e custos. A depreciação contínua da moeda de prata durante o século XVI, no entanto, fez com que o ducado de ouro valesse mais de 124 soldi. Neste ponto, o ducado monetário de 124 soldi teve que ser distinguido do ducado de ouro de maior valor, e este último foi eventualmente chamado de ducato de zecca, isto é, ducado da casa da moeda, que foi abreviado para zecchino e corrompido para sequim.
Leonardo Loredan estendeu a cunhagem com meio ducado e doges subsequentes adicionaram um quarto, e vários múltiplos até 105 ducados. Todas essas moedas continuaram a usar os desenhos e padrões de peso do ducado original de 1284. Mesmo depois que as datas se tornaram uma característica comum da cunhagem ocidental, Veneza cunhou ducados sem elas até Napoleão acabar com a República Veneziana em 1797.

## Adoção, século XIV
Quando o Senado Romano introduziu a cunhagem de ouro, tanto o florim quanto o ducado poderiam ter fornecido um modelo vantajoso para imitar, mas os florentinos que controlavam as finanças do Senado garantiram que a moeda de sua cidade não fosse copiada. Em vez disso, a moeda romana mostrava um senador ajoelhado diante de São Pedro no anverso e Cristo entre estrelas em moldura oval no reverso em imitação direta do ducado veneziano. Os Papas posteriormente mudaram esses desenhos, mas continuaram a cunhar ducados do mesmo peso e tamanho até o século XVI.
A maioria das imitações do ducado veneziano foi feita no Levante, onde Veneza gastava mais dinheiro do que recebia. Os Cavaleiros de São João cunharam ducados com o grão-mestre Dieudonné de Gozon, 1346-1353, ajoelhado diante de São João no anverso e um anjo sentado no Sepulcro de Cristo no reverso. Os grão-mestres subsequentes, no entanto, acharam conveniente copiar os tipos venezianos mais exatamente, primeiro em Rodes e depois em Malta. Os comerciantes genoveses foram mais longe; eles cunharam ducados em Quios que só podiam ser distinguidos dos originais venezianos por sua execução. Esses ducados desvalorizados eram problemáticos para Veneza, que valorizava a reputação de pureza de seu dinheiro. A raridade dos ducados que os comerciantes genoveses cunharam em Mitilene, Foceia e Pera sugere que os venezianos derretiam aqueles que encontravam.

## Ducados húngaros

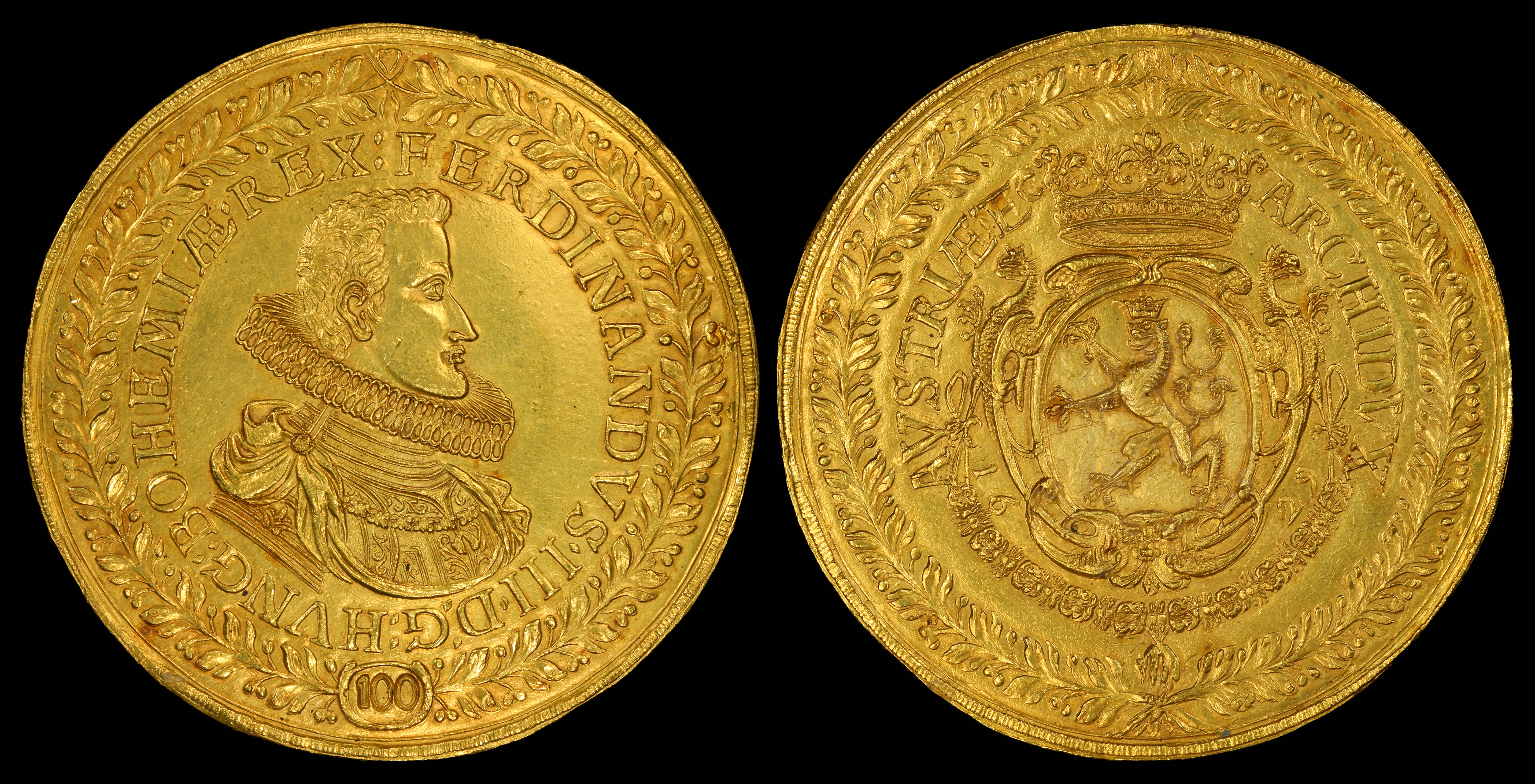
Fernando III retratado em um Ducado Húngaro de 100 (1629)

Na Europa Ocidental, Veneza era um comerciante ativo, mas vendiam mais do que compravam, dando assim ao florim florentino um ponto de apoio inicial no vale do rio Reno em 1354. No entanto, este florim renano ou gulden foi desvalorizado ao longo dos séculos, de 3,43 g de ouro fino em 1354, para 2,76 g de ouro fino em 1419, e para 2,503 g de ouro fino em 1559.
Depois que Henckels assassinou Amadeus Aba em 1311, Carlos I da Hungria começou uma cunhagem de ouro explorando minérios das antigas minas de ouro de Aba. Seu filho, Luís I da Hungria mudou os desenhos substituindo a figura em pé de São João do florim por uma figura em pé de São Ladislau e posteriormente mudando o lírio de Florença para seu brasão de armas, mas manteve a pureza do ouro.
À luz da desvalorização do século XV do florim renano ou goldgulden versus o ducado original, o Sacro Imperador Romano Carlos V reconheceu essa distinção em 1524 quando tornou os ducados do padrão veneziano dinheiro válido no Império com um valor 39% maior que o gulden. Seu irmão mais novo e eventual sucessor, Fernando I, trouxe esse sistema para a Hungria em 1526, quando herdou seu trono. As moedas de ouro ainda puras da Hungria foram doravante chamadas de ducados. Sua pureza tornou o ducado húngaro aceitável em toda a Europa. Até o Alto Tesoureiro da Escócia deixou registros dos que seu rei usava para apostar.
A Hungria continuou a cunhar ducados com 3,53133 gramas de ouro 98,6% puro. Ao contrário dos desenhos imutáveis dos ducados em Veneza, o brasão de armas no reverso dos ducados da Hungria era frequentemente modificado para refletir circunstâncias alteradas. Em 1470, Matias Corvino substituiu o brasão de armas por uma Madona. A Hungria cunhou ducados até 1915, mesmo sob domínio austríaco. Estes foram usados como moedas comerciais e várias das datas posteriores foram recunhadas.

## Adoção, séculos XV e XVI

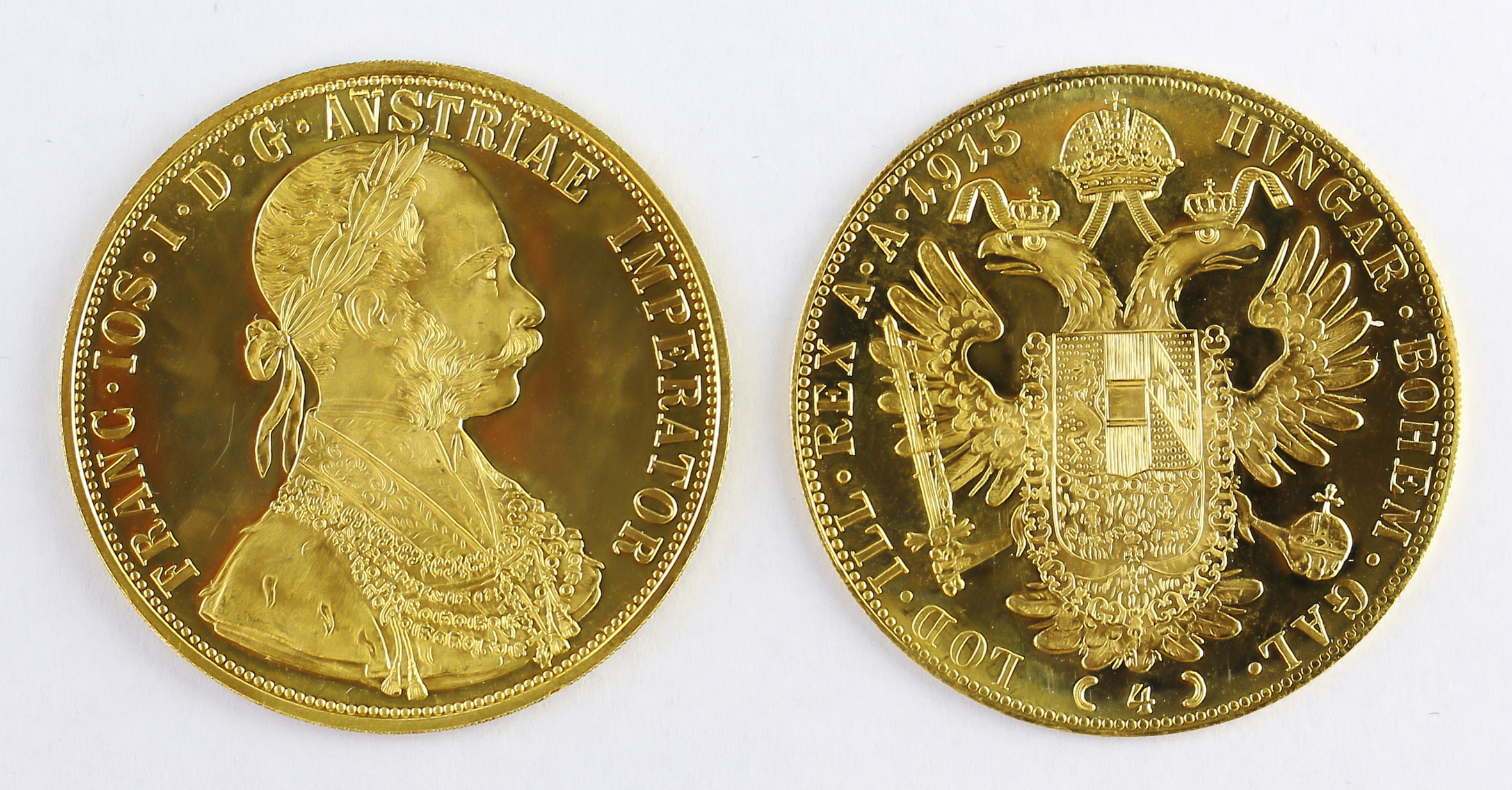
Quatro ducados austríacos, c. 1915 (recunhagem oficial)

Nos séculos XV e XVI, os comerciantes internacionais da Europa Ocidental mudaram do florim para o ducado como sua moeda preferida, com ducados frequentemente circulando junto com moedas de ouro cunhadas localmente como o florim renano, o écu francês e o escudo espanhol.
À medida que os governantes reformavam suas moedas, frequentemente usavam o ducado como modelo. O ashrafi mameluco e o sultani otomano são exemplos.
Em 1497, a Espanha reformou seu excelente de ouro em uma cópia do ducado que ficou conhecida como ducado a partir de 1504. 23+3⁄4 quilates fino e ligeiramente menor que o ducado veneziano, cada um tinha cerca de 3,484 g de ouro puro e era calculado como 375 maravedís, a unidade de conta típica da época. O Sacro Imperador Romano Maximiliano I iniciou sua própria reforma monetária, cunhando ducados de ouro na Áustria a partir de 1511. Ducados e florins de ouro foram estabelecidos em todo o resto do Sacro Império Romano-Germânico por ordenanças de cunhagem (Reichsmünzordnung) em 1524, 1559 e posteriormente. O ducado pesava 3,49 gramas e era 23+2⁄3 quilates fino (3,442 g de ouro puro) e era trocado na proporção de 8 ducados para 11 florins renanos, que pesavam 3,25 gramas e eram 18+1⁄2 quilates finos (2,503 g de ouro puro). Os territórios alemães mantiveram esses padrões até o século XIX.

## Ducados dos Países Baixos
A Revolta Holandesa deu às suas sete províncias do norte o controle de sua cunhagem. O colapso do governo de Francisco de Anjou em 1583, no entanto, os deixou sem um governante constitucional para nomear nessas moedas. Eles recorreram à tradição regional de longa data de imitar moedas estrangeiras bem aceitas. Neste caso, evitaram complicações políticas copiando moedas obsoletas. As moedas de ouro que Fernando e Isabel emitiram nos padrões do ducado foram amplamente copiadas e chamadas de ducados. Eles também imitaram o ducado húngaro e essas moedas tiveram mais influência na cunhagem subsequente das Províncias Unidas. Como os Países Baixos se tornaram um comerciante internacional dominante, a influência desses ducados foi global.

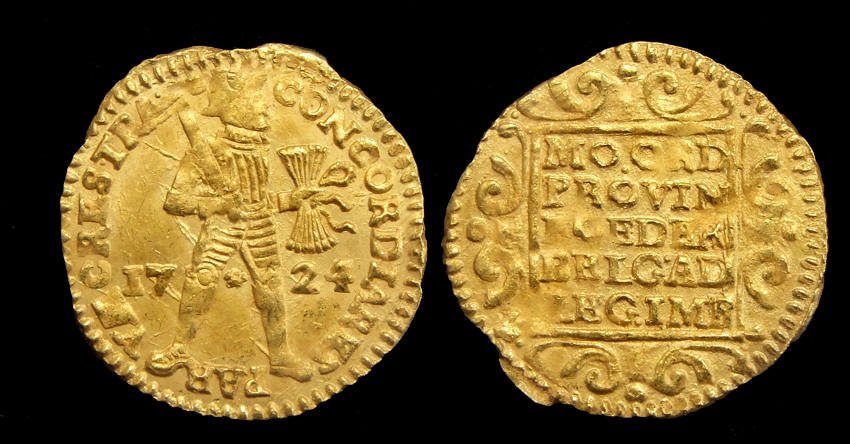
Países Baixos, Ducado de ouro de 1724, Utrecht

No início, os ducados do tipo húngaro cunhados nos Países Baixos tinham uma figura em pé no anverso com a coroa e o machado de batalha que São Ladislau carregava no protótipo húngaro, mas nomeando-o com uma legenda diferente. Como o original, mas não contemporâneo, ducados húngaros, o reverso tinha um escudo, que agora mostrava o brasão de armas da província emissora Esses tipos evoluíram para um cavaleiro em pé segurando uma espada e sete flechas representando as sete províncias da união. A legenda, CONCORDIA RES PARVÆ CRESCUNT, abreviada de várias maneiras, diz "pela concórdia as pequenas coisas crescem". Também nomeia—ou mostra um símbolo representando—a província que emitiu a moeda. O reverso tinha uma tábua inscrita e sempre abreviada da mesma forma: MOneta ORDInum PROVINciarum FOEDERatorum BELGicarum AD LEGem IMPerii, dinheiro de ouro das províncias federadas da Bélgica de acordo com a lei do reino. No período napoleônico, a República Batava e Luís Bonaparte continuaram a cunhar ducados com esses desenhos. Essas moedas não foram emitidas durante a anexação dos Países Baixos ao Império Francês. Desde a derrota de Napoleão, o Reino dos Países Baixos continuou a emiti-las como moedas comerciais e de lingote. O texto na tabela no reverso agora diz MOneta AURea REGni BELGII AD LEGEM IMPERII.

## Ducaton de prata
O ducaton de prata começou nos estados italianos em meados do século XVI como uma moeda grande de aproximadamente 30 gramas de prata fina, valendo ligeiramente menos que o ducado de ouro ou sequim.
Moedas com nomes similares também foram cunhadas nos Países Baixos nos séculos XVII e XVIII, que se tornaram populares negotiepenningen (moedas comerciais) junto com ducados de ouro: o ducaton dos Países Baixos Espanhóis em 1618 de 30,7 g de prata fina, o ducaton cavaleiro de prata da República Holandesa em 1659 de 30,45 g de prata fina, e (confusamente) o menor zilveren dukaat (ducado de prata) da República Holandesa em 1659 de 24,36 g de prata fina.

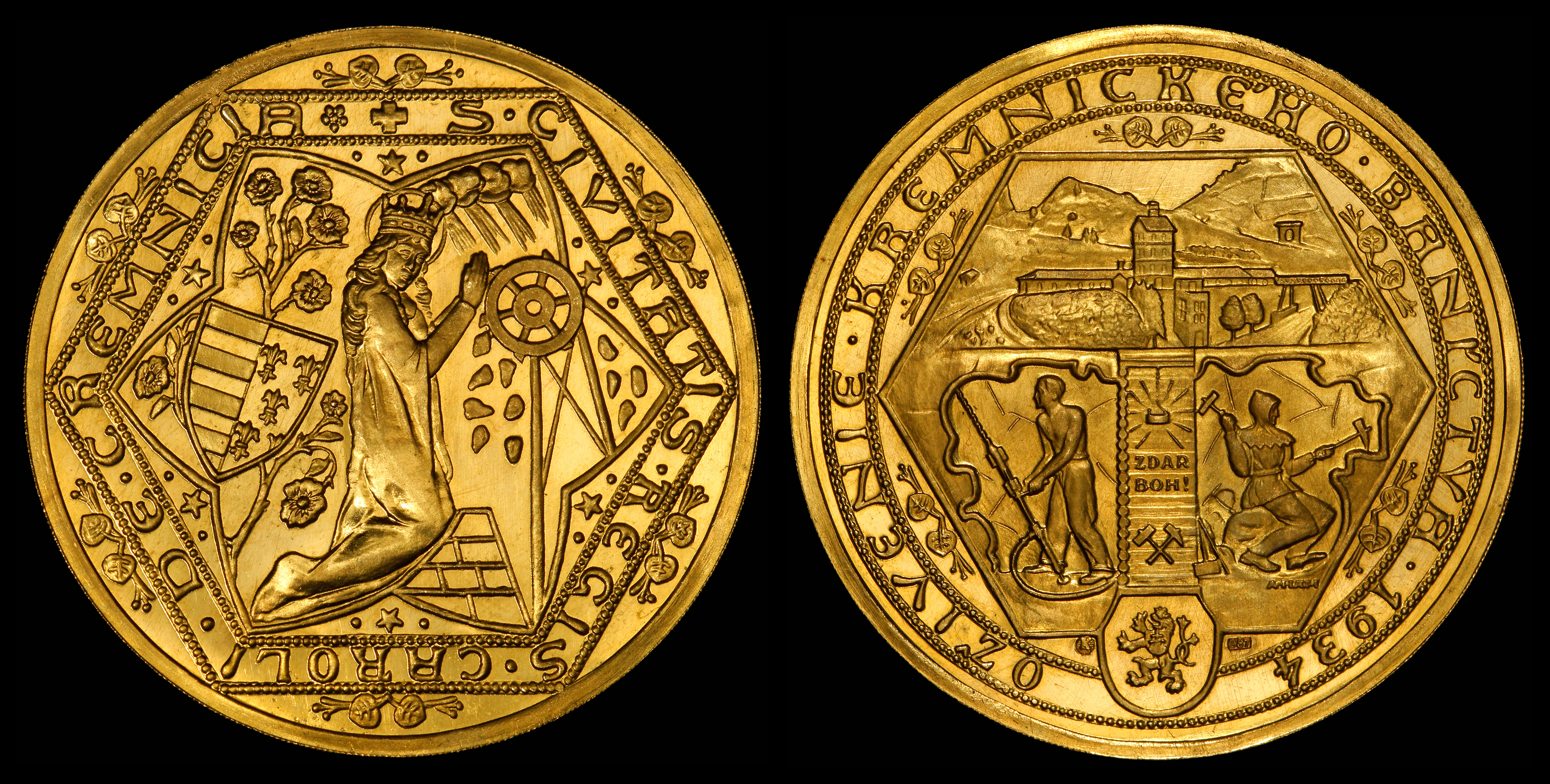
A moeda de ouro de 10 ducados da Tchecoslováquia de 1934 (em média) contém 34,9000 gramas de ouro (0,9860 fino) e pesa 1,1063 onças. Este problema é extremamente raro, pois apenas 68 moedas foram cunhadas.

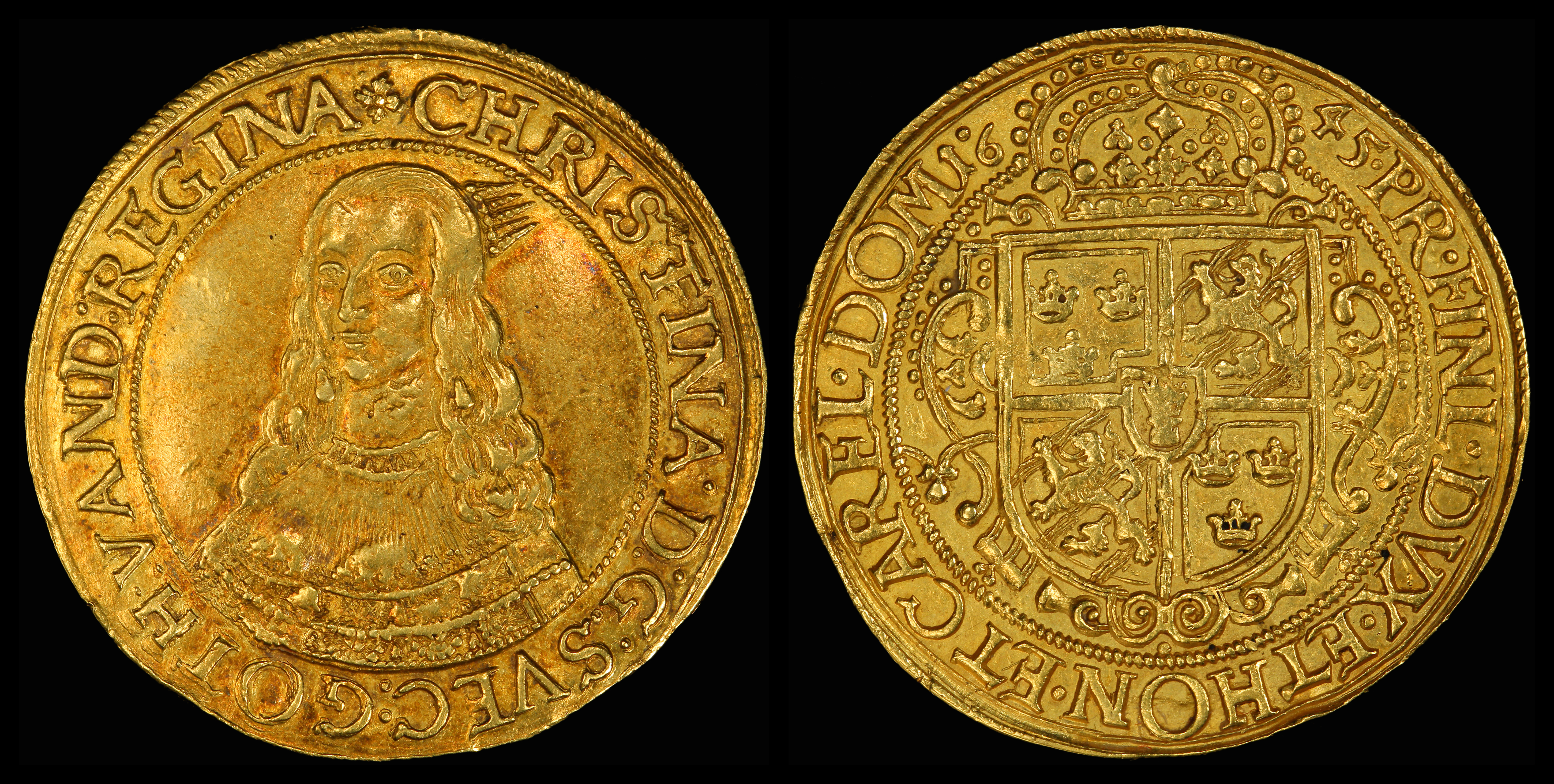
Cristina, Rainha da Suécia, representada em uma moeda de 1645 de 10 ducados de Erfurt.

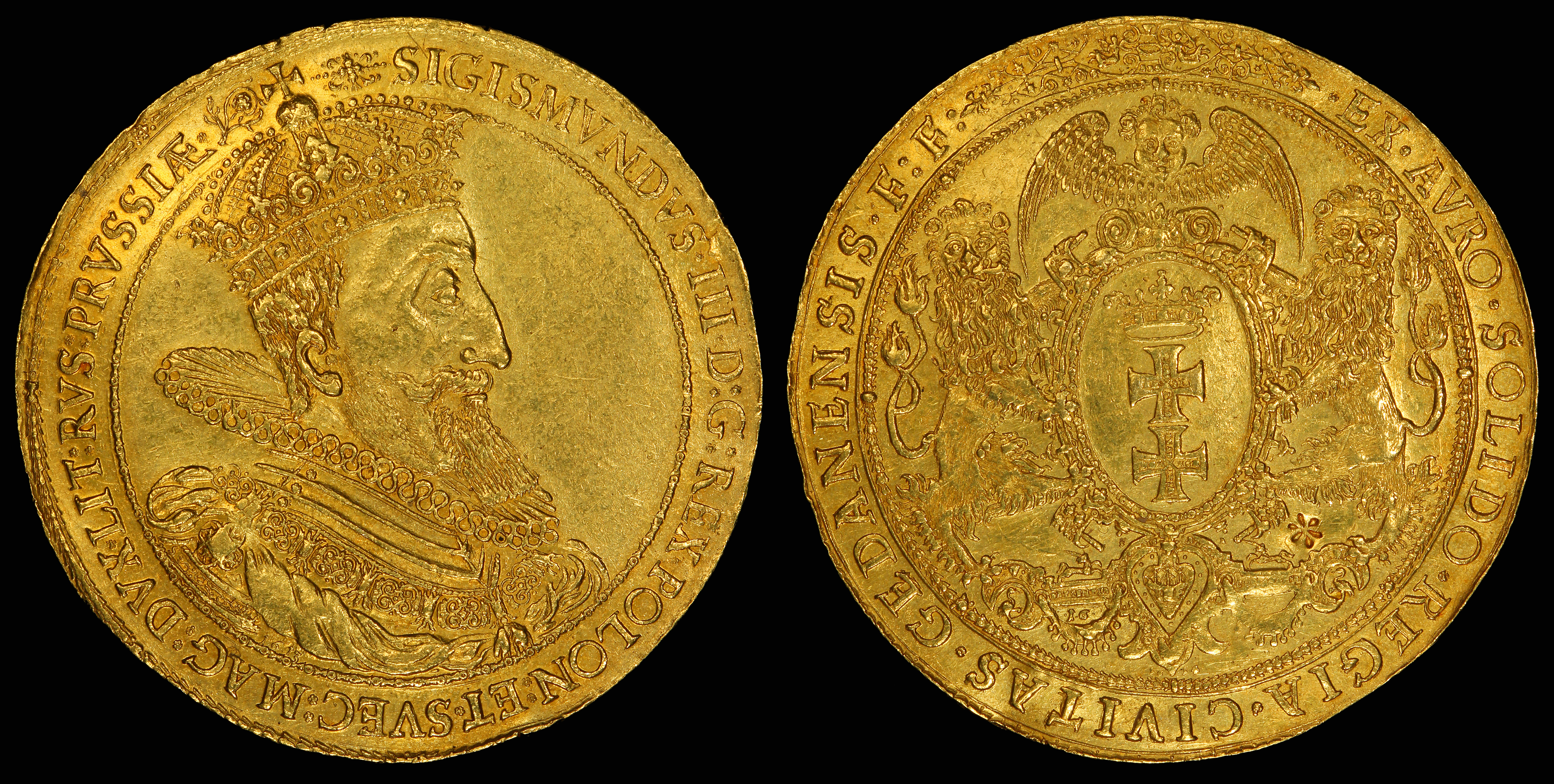
Sigismundo III retratado como rei da Polônia em uma moeda de ouro de 10 ducados (1614).

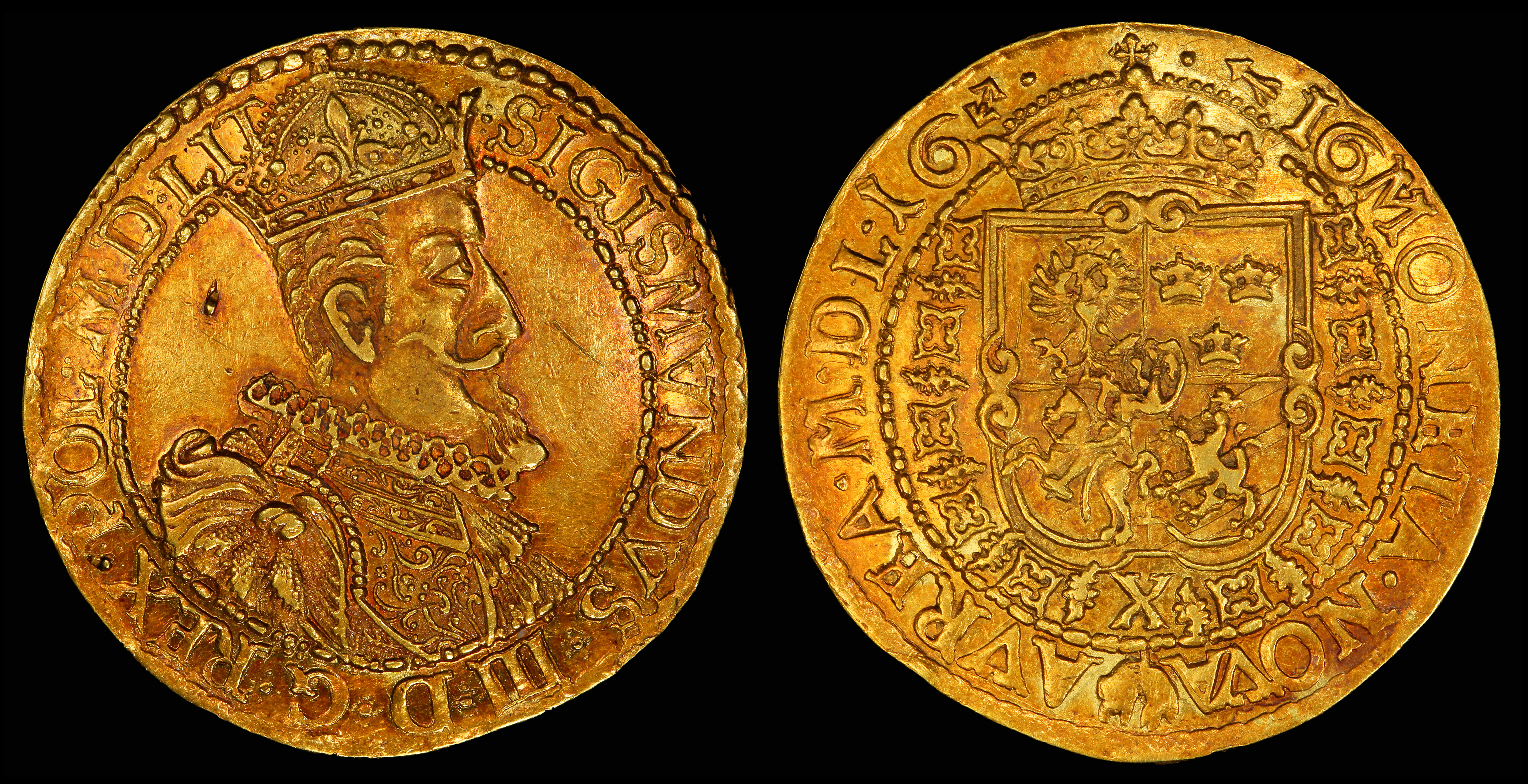
Sigismundo III retratado como Grão-Duque da Lituânia em uma moeda de ouro de 10 ducados (1616).

## Declínio
O uso do ducado diminuiu a partir do século XVII com a cunhagem de ouro recém-minerado da América Latina para padrões ibéricos como o dobrão espanhol e o moeda de ouro português. No século XIX, os ducados foram progressivamente abandonados como moeda padrão de várias nações, mais significativamente a União Monetária Latina de 1865 (França, Itália, Suíça) e o Tratado Monetário de Viena de 1857 (Confederação Germânica, Áustria-Hungria). No século XX, os ducados fizeram a transição de moeda comercial usada no comércio diário para moeda de lingote para colecionadores e investidores.
A Áustria continuou a cunhar ducados até 1915, e continuou a recunhar os últimos deles, incluindo algumas moedas de quatro ducados ilustradas aqui. No entanto, o lingote para as colônias americanas da Espanha permitiu que o dólar espanhol superasse o ducado como a moeda dominante do comércio mundial.
Por volta de 1913, o ducado de ouro valia o equivalente a "nove xelins e quatro pence esterlinos, ou um pouco mais de dois dólares. O ducado de prata é de cerca de metade desse valor". Mesmo agora, algumas casas da moeda nacionais produzem lotes de ducados feitos segundo padrões antigos como ouro de lingote e bancos vendem essas moedas para investidores privados ou colecionadores.